# Madagaszkár a 2016. évi nyári olimpiai játékokon
Madagaszkár a brazíliai Rio de Janeiróban megrendezett 2016. évi nyári olimpiai játékok egyik részt vevő nemzete volt. Az országot az olimpián 4 sportágban 6 sportoló képviselte, akik érmet nem szereztek.

## Atlétika
Férfi
| Versenyző | Versenyszám | Előfutam | Előfutam | Előfutam | Elődöntő | Elődöntő | Elődöntő | Döntő   | Döntő    |
| Versenyző | Versenyszám | Idő      | Hely.    | Össz.    | Idő      | Hely.    | Össz.    | Idő     | Helyezés |
| --------- | ----------- | -------- | -------- | -------- | -------- | -------- | -------- | ------- | -------- |
| Ali Kamé  | 110 m gát   | 14,89    | 7.       | 41.      | kiesett  | kiesett  | kiesett  | kiesett | kiesett  |

Női
| Versenyző           | Versenyszám    | Előfutam | Előfutam | Előfutam | Döntő   | Döntő    |
| Versenyző           | Versenyszám    | Idő      | Hely.    | Össz..   | Idő     | Helyezés |
| ------------------- | -------------- | -------- | -------- | -------- | ------- | -------- |
| Eliane Saholinirina | 3000 m akadály | 9:45,92  | 11.      | 35.      | kiesett | kiesett  |

## Cselgáncs
Női
| Versenyző               | Versenyszám | Selejtező                            | Nyolcaddöntő      | Negyeddöntő       | Elődöntő          | Vigaszág elődöntő | Bronz- mérkőzés   | Döntő             | Helyezés |
| Versenyző               | Versenyszám | Ellenfél Eredmény                    | Ellenfél Eredmény | Ellenfél Eredmény | Ellenfél Eredmény | Ellenfél Eredmény | Ellenfél Eredmény | Ellenfél Eredmény | Helyezés |
| ----------------------- | ----------- | ------------------------------------ | ----------------- | ----------------- | ----------------- | ----------------- | ----------------- | ----------------- | -------- |
| Asaramanitra Ratiarison | Légsúly     | Dayaris Mestre (CUB) · 000(3)–000(1) | kiesett           | kiesett           | kiesett           |                   |                   |                   | 17.      |

## Súlyemelés
Női
| Versenyző                  | Versenyszám | Szakítás | Szakítás | Lökés    | Lökés    | Összesen | Helyezés |
| Versenyző                  | Versenyszám | Eredmény | Helyezés | Eredmény | Helyezés | Összesen | Helyezés |
| -------------------------- | ----------- | -------- | -------- | -------- | -------- | -------- | -------- |
| Elisa Vania Ravololoniaina | 63 kg       | 85       | 11.      | 100      | 12.      | 185      | 12.      |

## Úszás
Férfi
| Versenyző               | Versenyszám    | Előfutam | Előfutam | Előfutam | Elődöntő | Elődöntő | Elődöntő | Döntő   | Döntő    |
| Versenyző               | Versenyszám    | Idő      | Hely.    | Össz.    | Idő      | Hely.    | Össz.    | Idő     | Helyezés |
| ----------------------- | -------------- | -------- | -------- | -------- | -------- | -------- | -------- | ------- | -------- |
| Anthonny Sitraka Ralefy | 100 m pillangó | 54,72    | 5.       | 37.      | kiesett  | kiesett  | kiesett  | kiesett | kiesett  |

Női
| Versenyző           | Versenyszám | Előfutam | Előfutam | Előfutam | Elődöntő | Elődöntő | Elődöntő | Döntő   | Döntő    |
| Versenyző           | Versenyszám | Idő      | Hely.    | Össz.    | Idő      | Hely.    | Össz.    | Idő     | Helyezés |
| ------------------- | ----------- | -------- | -------- | -------- | -------- | -------- | -------- | ------- | -------- |
| Aina Fils Rabetsara | 100 m gyors | 1:01,11  | 6.       | 44.      | kiesett  | kiesett  | kiesett  | kiesett | kiesett  |